# Neoplaconema napelli
Neoplaconema napelli är en svampart som först beskrevs av Maire & Sacc., och fick sitt nu gällande namn av B. Sutton 1977. Neoplaconema napelli ingår i släktet Neoplaconema, divisionen sporsäcksvampar och riket svampar.   Inga underarter finns listade i Catalogue of Life.